# Гецце, Ренато
Рена́то Ге́цце (итал. Renato Ghezze; род. 30 января 1936, Кортина-д’Ампеццо, Венеция) — итальянский кёрлингист.

## Биография
В составе мужской сборной Италии участник двух чемпионатов мира (лучший результат — девятое место в 1973 году).
Играл на позиции четвёртого, был скипом команды.

## Команды
| Сезон   | Четвёртый    | Третий             | Второй             | Первый        | Турниры            |
| ------- | ------------ | ------------------ | ------------------ | ------------- | ------------------ |
| 1972—73 | Ренато Гецце | Паоло да Рос       | Лино Мариани Майер | Андреа Павани | ЧМ 1973 (9 место)  |
| 1973—74 | Ренато Гецце | Лино Мариани Майер | Роберто Дзангара   | Андреа Павани | ЧМ 1974 (10 место) |

(скипы выделены полужирным шрифтом)